# Lipa, Beltinci
Lipa je vas v Občini Beltinci v Prekmurju, ki je bila prvič omenjena leta 1322.
Kraj je najbolj poznan po pridelavi krompirja. Vsako leto v poletnih mesecih priredijo zabavo z imenom »Krumplova noč«, za katero domačini pripravijo tradicionalne jedi iz krompirja.